# Nous savons qui nous sommes
Nous savons qui nous sommes (titre original : We know Who we are) est une nouvelle onirique de science-fiction de Robert Silverberg.

## Publications
Entre 1970 et 2014, la nouvelle a été éditée à une douzaine de reprises dans des recueils de nouvelles de Robert Silverberg ou des anthologies de science-fiction.

### Publications aux États-Unis
La nouvelle a été rédigée par Silverberg en septembre 1969 et a été publiée en juillet 1970 dans le magazine Amazing Science Fiction sous le titre We know Who we are.
Elle a ensuite été régulièrement rééditée dans de nombreux recueils de Robert Silverberg et diverses anthologies.

### Publications en France
La nouvelle a été publiée en France :
- dans L'Aube enclavée, no 3, 1971 ;
- dans Derrière le néant, éd. Marabout-Gérard, Bibliothèque Marabout - Science fiction no 458, 1973 ;
- dans l'anthologie Les Chants de l'été, éditions J'ai lu no 1392, novembre 1982 ; réédition en 1991 ;
- en 2002, dans l'anthologie Le Chemin de la nuit paru chez Flammarion, avec une traduction de Jacques Chambon, avec une nouvelle édition en livre de poche chez J'ai lu en 2004. La nouvelle est donc l'une des 124 « meilleures nouvelles » de Silverberg sélectionnées pour l'ensemble de recueils Nouvelles au fil du temps, dont Le Chemin de la nuit est le premier tome.

### Publication en Grande-Bretagne
La nouvelle a été publiée en Grande-Bretagne dans l'anthologie To the Dark Star (1991).

## Résumé
Les habitants de la Cité des Lumières reçoivent la visite d'une jeune fille prénommée Fa-Sol-La, venue voir la Machine du Savoir. Elle rencontre Skagg, qui l'amène à la machine, dont l'entrée ne doit être franchie par personne, sous peine de mort… 
En réalité cette machine est un ordinateur qui permet un apprentissage sur n'importe quel sujet. Fa-Sol-La l'utilise et en ressort transformée. Elle demande à Skagg de profiter, lui aussi, des enseignements de la Machine. De peur, il refuse. Elle retourne à la Machine. 
Plus tard, étonné de ne pas la voir revenir, il pénètre avec effroi dans la Machine et découvre Fa-Sol-La morte, un casque d'apprentissage sur le crâne : son cerveau a été irrémédiablement endommagé par une trop forte puissance lors de son utilisation ; Fa-Sol-La est morte de son imprudence à vouloir trop savoir de choses trop vite. Il la sort de la machine et entend les gens dirent que la jeune fille était vraiment idiote de pénétrer dans la Machine. Skagg, pour sa part, vient de prendre une décision : il va quitter cette ville, il va voyager, s'ouvrir l'esprit, se remplir de connaissances, puis il reviendra un jour pour utiliser la Machine.